# Carl von Peistel

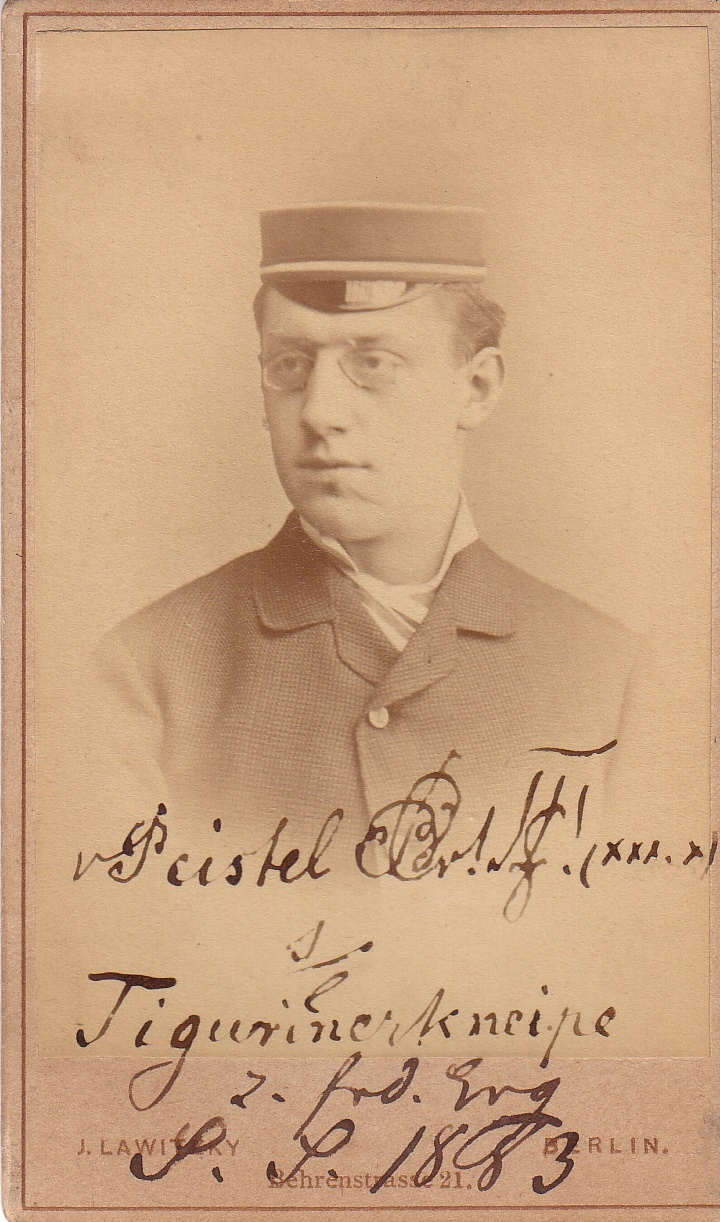
Carl von Peistel (1883)

Carl von Peistel (* 26. April 1862 in Königsberg i. Pr.; † 31. Dezember 1930 in Potsdam) war ein deutscher Verwaltungsjurist im Königreich Preußen und im Freistaat Preußen.

## Leben
Peistel studierte an der Albertus-Universität Königsberg Rechtswissenschaft und wurde im Sommersemester 1881 im Corps Baltia Königsberg aktiv. Vom befreundeten Corps Tigurinia Zürich wegen Nachwuchsmangels angefordert, wechselte er 1882 an die Universität Zürich. Er wurde auch bei Tigurinia aktiv und bewährte sich als Subsenior und Senior. Als der Königsberger Senioren-Convent schwere Auseinandersetzungen mit dem Corps Normannia Königsberg zu bestehen hatte, vertraten v. Peistel und sein Coetane Ernst von Heyking Baltia 1883 auf dem Congress des Kösener Senioren-Convents-Verbandes. Er kehrte nach Königsberg zurück und bestand am 12. November 1884 am Kammergericht das Referendarexamen. 1885 vertrat er Baltia wieder auf dem oKC. Ihr Antrag auf Zuerkennung der Ältestenrechte fiel zugunsten Masovias.
Peistel wechselte im Dreikaiserjahr von der Rechtspflege zur inneren Verwaltung Preußens und wurde unter anderem in Merseburg ausgebildet. Nachdem er 1890 die Assessorprüfung bestanden hatte, war er fünf Jahre Regierungsassessor bei der Regierung in Düsseldorf. 1896 wurde er kommissarisch, 1898 endgültig Landrat im Kreis Znin, Provinz Posen. 1909 kam er als Regierungsrat nach Bromberg, später zur Regierung in Potsdam und zur Regierung in Magdeburg. Diese stellte ihn im Ersten Weltkrieg zum Aufbau der Zivilverwaltung im Generalgouvernement Warschau (1915–1918) ab. Nach der Novemberrevolution war er unter der neuen Amtsbezeichnung Regierungsdirektor bei der Regierung in Gumbinnen tätig. Den Charakter (Titel) Geh. Regierungsrat behielt er. Die wenigen Jahre seines Ruhestandes lebte er in Potsdam.

## Ehrungen
- Roter Adlerorden 4. Klasse (1904)
- Rote Kreuz-Medaille (Preußen) 3. Klasse
- Geh. Regierungsrat (1913)